# Lennart Johansson
Lennart Johansson (ur. 5 listopada 1929 w Sztokholmie, zm. 4 czerwca 2019) – szwedzki działacz sportowy, prezydent europejskiej federacji piłkarskiej UEFA w latach 1990–2007.

## Życiorys
Grał w piłkę nożną na poziomie amatorskim (VI liga), występował też w II lidze piłki ręcznej. Był wieloletnim prezydentem sekcji piłkarskiej klubu AIK Sztokholm oraz prezydentem Szwedzkiej Federacji Piłkarskiej (1984–1991). W 1988 znalazł się w komitecie wykonawczym UEFA, a w kwietniu 1990 na kongresie na Malcie został wybrany na prezydenta UEFA w miejsce Francuza Jacques’a Georges’a. Jako przedstawiciel jednej z najważniejszych federacji kontynentalnych został jednocześnie wiceprezydentem światowej federacji FIFA. Kierował komitetami przygotowawczymi mistrzostw świata 2002 i 2006.
W 1998 ubiegał się bez powodzenia o stanowisko prezydenta FIFA. Przegrał walkę ze Szwajcarem Seppem Blatterem, z którym popadł w kilka głośnych konfliktów. W 2002 został wybrany na czwartą kadencję na stanowisko prezydenta UEFA. 26 stycznia 2007 przegrał wybory na tę funkcję z Michelem Platinim.
Dla uczczenia jego osoby stworzono przechodni Puchar Lennarta Johanssona dla triumfatora szwedzkiej ekstraklasy piłkarskiej Allsvenskan.
Kolejnym turniejem noszącym imię Lennarta Johanssona będzie UEFA Youth League.

## Odznaczenia
- Illis quorum (2005)[3]
- Złoty Order Towarzyszy O. R. Tambo (Południowa Afryka, 2004)[4]
- Wielki Krzyż Zasługi Orderu Zasługi Republiki Federalnej Niemiec (Niemcy, 2005)[5]
- Order „Przyjaźń” II klasy (Kazachstan, 2005)[6]
- Order Księcia Jarosława Mądrego III klasy (Ukraina, 2006)[7]
- Order „Za zasługi” I klasy (Ukraina)[8]